# Бегич, Марк
Марк Бегич (англ. Mark P. Begich; род. 30 марта 1962, Анкоридж, Аляска, США) — американский политик, член Демократической партии, сенатор США от штата Аляска (2009—2015).

## Биография
Потомок эмигрантов из Хорватии. Сын бывшего конгрессмена Николаса Бегича. В 1988 году был избран в муниципальный совет Анкориджа. Неудачно баллотировался на пост мэра в 1994 и 2000 годах. Был избран мэром в 2003 году и переизбран в 2006 году. В 2008 году баллотировался в Сенат США против обвинённого в коррупции сенатора Тэда Стивенса. На выборах Бегич выиграл, набрав 47,77 % голосов.
4 ноября 2014 года проиграл перевыборы республиканцу Дэну Салливану.
6 ноября 2018 года проиграл губернаторские выборы на Аляске республиканцу Майку Данливи.